# (22611) Galerkin
(22611) Galerkin es un asteroide perteneciente al cinturón de asteroides, descubierto el 17 de mayo de 1998 por Paul G. Comba desde el Observatorio de Prescott, Arizona, Estados Unidos.

## Designación y nombre
Designado provisionalmente como 1998 KB. Fue nombrado Galerkin en honor al ingeniero ruso Borís Galiorkin, su trabajo científico centrado en diversos problemas en la teoría de la elasticidad y estructurales mecánicos, en particular, la curvatura de placas delgadas y la torsión y la flexión de las barras prismáticas.

## Características orbitales
Galerkin está situado a una distancia media del Sol de 2,539 ua, pudiendo alejarse hasta 2,875 ua y acercarse hasta 2,203 ua. Su excentricidad es 0,132 y la inclinación orbital 0,997 grados. Emplea 1478 días en completar una órbita alrededor del Sol.

## Características físicas
La magnitud absoluta de Galerkin es 15,5.